# Cryptarque
Un cryptarque est le dirigeant d’une micronation.

## Définition et étymologie
Le mot cryptarque désigne le fondateur, dirigeant ou guide d’une micronation ou micro-nation. Il provient du préfixe issu du grec crypto- (« caché ») et du suffixe issu de la même langue -arque («qui dirige»). Il est lié au mot cryptarchie, synonyme de micronation.

## Moyens et objectifs
La plupart des cryptarques actuels n'appuient d’aucun argument la création de leur micronation, mais d’autres, plus anciens, s’appuient sur le droit international coutumier et le concept de terra nullius — comme Travis McHenry —, sur la volonté de peuples entiers, comme David de Mayrena, ou sur des armées, comme Gaston de Raousset-Boulbon.
Certains n’ont aucun autre objectif que de créer leur État, mais d’autres cryptarques le font par l'appât du gain — paradis fiscaux —, de réelles revendications séparatistes ou des aspirations philanthropes, comme Antoine de Tounens.

## Liste
| Nom                            | Date de Prise de pouvoir | Titre revendiqué                                                                       | Image |
| ------------------------------ | ------------------------ | -------------------------------------------------------------------------------------- | ----- |
| Lope de Aguirre                | 1561                     | Prince du Pérou, de la Terre Ferme et du Chili                                         |       |
| Giuseppe Bertoleoni            | 1836                     | Roi de Tavolara                                                                        |       |
| Josiah Harlan                  | 1838                     | Prince de Ghor                                                                         |       |
| James Strang                   | 1844                     | Roi de l'Église de Jésus-Christ des saints des derniers jours                          |       |
| Paolo Ier Berteleoni           | 1845                     | Roi de Tavolara                                                                        |       |
| Gaston de Raousset-Boulbon     | 1852                     | Chef d'État de la République de Sonore                                                 |       |
| Joshua Norton                  | 1859                     | Empereur des États-Unis                                                                |       |
| Antoine de Tounens             | 1862                     | Roi d'Araucanie-Patagonie                                                              |       |
| Carlo Bertoleoni               | 1866                     | Roi de Tavolara                                                                        |       |
| Matthew Phipps Shiel           | 1880                     | Roi de Redonda                                                                         |       |
| Aimé Olivier de Sanderval      | 1880                     | Roi des Peuls                                                                          |       |
| Achille Laviarde               | 1882                     | Roi d'Araucanie-Patagonie                                                              |       |
| Jules Gros                     | 1886                     | Président de la République de Guyane indépendante puis Roi de la République de Counani |       |
| Marie-Charles David de Mayrena | 1888                     | Roi des Sedangs                                                                        |       |
| James Harden-Hickey            | 1893                     | Prince de Trinidad                                                                     |       |
| Antoine-Hippolyte Cros         | 1902                     | Roi d'Araucanie-Patagonie                                                              |       |
| Laure Thérèse Cros             | 1903                     | Roi d'Araucanie-Patagonie                                                              |       |
| Jacques Lebaudy                | 1903                     | Empereur du Sahara                                                                     |       |
| Auguste Lutaud                 | 1909                     | Roi de l'Île d'Or                                                                      |       |
| Jacques-Antoine Bernad         | 1916                     | Roi d'Araucanie-Patagonie                                                              |       |
| Paolo II Berteleoni            | 1934                     | Roi de Tavolara                                                                        |       |
| John Gawsworth                 | 1947                     | Roi de Redonda                                                                         |       |
| Philippe Boiry                 | 1951                     | Roi d'Araucanie Patagonie                                                              |       |
| Yngve Gamlin                   | 1963                     | Président de la République du Jämtland                                                 |       |
| Paddy Roy Bates                | 1967                     | Prince de Sealand                                                                      |       |
| Leonard Casley                 | 1970                     | Prince de Hutt River                                                                   |       |
| John Wyne Tyson                | 1970                     | Roi de Redonda                                                                         |       |
| Fela Kuti                      | 1974                     | Président de la République de Kalakuta                                                 |       |
| Frank Samson                   | 1996                     | Empereur de Basse Chesnaie                                                             |       |
| Javier Marías                  | 1997                     | Roi de Redonda                                                                         |       |
| Bolek Polívka                  | 1997                     | Roi de Valaquie                                                                        |       |
| Denys Tremblay                 | 1997                     | Roi de l'Anse Saint-Jean                                                               |       |
| Travis McHenry                 | 2001                     | Grand-Duc de Westarctica                                                               |       |
| Michael Bates                  | 2012                     | Prince de Sealand                                                                      |       |
| Anton Bakov                    | 2014                     | Chancelier de l'Empire Romanov                                                         |       |
| Charles Emich de Leiningen     | 2014                     | Empereur de l'Empire Romanov                                                           |       |
| Jean-Michel Parasiliti di Para | 2014                     | Roi d'Araucanie-Patagonie                                                              |       |
| Vít Jedlička                   | 2015                     | Président de la République du Liberland                                                |       |
| Richard Casley                 | 2015                     | Premier ministre de Hutt River                                                         |       |
| Igor Ashurbeyli                | 2016                     | Chef d'État du Royaume Spatial d'Asgardia                                              |       |
| Graeme Casley                  | 2017                     | Prince de Hutt River                                                                   |       |
| Fréderic Luz                   | 2018                     | Roi d'Araucanie-Patagonie                                                              |       |